# Roosevelt (Nueva Jersey)
Roosevelt es un borough ubicado en el condado de Monmouth en el estado estadounidense de Nueva Jersey. En el año 2010 tenía una población de 882 habitantes y una densidad poblacional de 172.9 personas por km².

## Geografía
Roosevelt se encuentra ubicado en las coordenadas 40°13′6″N 74°28′15″O / 40.21833, -74.47083.

## Demografía
Según la Oficina del Censo en 2000 los ingresos medios por hogar en la localidad eran de $61,979 y los ingresos medios por familia eran $67,019. Los hombres tenían unos ingresos medios de $50,417 frente a los $38,229 para las mujeres. La renta per cápita para la localidad era de $24,892. Alrededor del 4.3% de la población estaba por debajo del umbral de pobreza.